# Matamata (sköldpadda)
Matamata (Chelus fimbriatus) är en sköldpadda som hör till familjen ormhalssköldpaddor. 
Det är en sötvattenlevande sköldpadda som finns i stort sett i hela Sydamerika, särskilt i Amazonområdet. År 2020 avskiljdes arten Chelus orinocensis som förekommer i området runt floden Orinoco genom genetisk analys.

## Kännetecken
Sköldpaddan kan som fullvuxen nå en längd på upp till 45 centimeter och en vikt på 15 kilogram. Skölden är platt och skrovlig och har en knottrig ytstruktur. Unga djur har en ljusare, brungulaktig färg på skölden än äldre djur, hos vilka skölden är mörkare brunaktig eller närmast svartaktig. På skalet kan det växa alger, vilket bidrar till att förbättra djurets kamouflage. Sköldpaddans hals är försedd med små skinnflikar och det breda, triangulära huvudet är utdraget i en lång, smal nos. 

## Utbredning
Förekommer i Sydamerika, i Amazonområdets vattensystem.

## Levnadssätt
Sköldpaddan är mycket väl kamouflerad i sin naturliga miljö som är grumliga och grunda vatten. Den livnär sig främst på små fiskar, som den fångar genom att ligga orörlig på ett lämpligt ställe och vänta tills ett byte kommer tillräckligt nära. Då öppnar sköldpaddan sin mun så att bytet sugs in och sedan sväljer den det helt.